# Lambertz Open by STAWAG
El  Lambertz Open by STAWAG  es un torneo profesional de tenis. Pertenece al ATP Challenger Series. Se juega desde el año 1991 sobre pistas duras, en Aquisgrán, Alemania.

## Palmarés

### Individuales
| Año  | Campeones          | Finalistas        | Resultado              |
| ---- | ------------------ | ----------------- | ---------------------- |
| 2010 | Dustin Brown       | Igor Sijsling     | 6–3, 7–6(3)            |
| 2009 | Rajeev Ram         | Dustin Brown      | 7–6(2), 6–7(5), 7–6(2) |
| 2008 | Evgeny Korolev     | Ruben Bemelmans   | 7–6, 7–6               |
| 2007 | Evgeny Korolev     | Andreas Beck      | 6–4, 6–4               |
| 2006 | Rainer Schüttler   | Evgeny Korolev    | 6–3, 7–5               |
| 2005 | Evgeny Korolev     | Raemon Sluiter    | 6–3, 7–6               |
| 2004 | Novak Djokovic     | Lars Burgsmüller  | 6–4, 3–6, 6–4          |
| 2003 | Alexander Peya     | Jürgen Melzer     | 7–6, 6–1               |
| 2002 | Vladimir Voltchkov | Marc Rosset       | 7–6, 6–4               |
| 2001 | Alexander Popp     | Axel Pretzsch     | 6–3, 1–6, 6–2          |
| 2000 | Rainer Schüttler   | Johan Settergren  | 7–6, 1–6, 6–1          |
| 1999 | Raemon Sluiter     | David Prinosil    | 2–6, 6–4, 7–6          |
| 1998 | Hendrik Dreekmann  | Orlin Stanoytchev | 7–6, 6–4               |
| 1997 | Hendrik Dreekmann  | Jiří Novák        | 5–7, 7–6, 6–3          |
| 1996 | Alexander Volkov   | David Prinosil    | 6–3, 7–6               |
| 1995 | Joern Renzenbrink  | Martin Damm       | 5–7, 6–3, 6–4          |
| 1994 | Jan Siemerink      | David Prinosil    | 5–7, 7–6, 6–4          |
| 1993 | Jonas Björkman     | Jan Apell         | 6–3, 3–6, 7–5          |
| 1992 | Martin Damm        | Brett Steven      | 6–4, 7–6               |
| 1991 | Alexander Mronz    | Martin Střelba    | 6–4, 6–3               |

### Dobles
| Año  | Campeones                            | Finalistas                               | Resultado        |
| ---- | ------------------------------------ | ---------------------------------------- | ---------------- |
| 2010 | Ruben Bemelmans Igor Sijsling        | Jamie Delgado Jonathan Marray            | 6–4, 3–6, [11–9] |
| 2009 | Rohan Bopanna Aisam-ul-Haq Qureshi   | Philipp Marx Igor Zelenay                | 6–4, 7–6(6)      |
| 2008 | Michael Kohlmann Alexander Waske     | Travis Parrott Filip Polášek             | 6–4, 6–4         |
| 2007 | Philipp Petzschner Alexander Peya    | Dominik Meffert Mischa Zverev            | 6–3, 6–2         |
| 2006 | Ernests Gulbis Mischa Zverev         | Tomasz Bednarek Irakli Labadze           | 6–7, 6–4, [10–8] |
| 2005 | James Auckland Jamie Delgado         | Lars Burgsmüller Michael Kohlmann        | 2–6, 7–5, 6–3    |
| 2004 | Simon Aspelin Todd Perry             | Petr Luxa Petr Pála                      | 6–3, 6–3         |
| 2003 | Mariusz Fyrstenberg Marcin Matkowski | Todd Perry Thomas Shimada                | 7–6, 7–6         |
| 2002 | Jim Thomas Tom Vanhoudt              | Thomas Shimada Takao Suzuki              | 6–7, 7–6, 6–3    |
| 2001 | Julian Knowle Michael Kohlmann       | Marc-Kevin Goellner Marcos Ondruska      | 6–3, 7–6         |
| 2000 | Sander Groen Jan Siemerink           | Michael Kohlmann Franz Stauder           | 6–7, 7–6, 6–3    |
| 1999 | Lars Burgsmüller Takao Suzuki        | Juan-Ignacio Carrasco Jairo Velasco, Jr. | 7–6, 6–4         |
| 1998 | Menno Oosting Pavel Vízner           | Tuomas Ketola Petr Pála                  | 7–6, 6–3         |
| 1997 | John-Laffnie de Jager Chris Haggard  | Dave Randall Jack Waite                  | 3–6, 6–1, 7–6    |
| 1996 | Robbie Koenig Oleg Ogorodov          | Dave Randall Chris Woodruff              | 6–4, 3–6, 6–3    |
| 1995 | David Eckerot László Markovits       | Alexander Mronz Lars Rehmann             | 6–7, 6–4, 7–6    |
| 1994 | David Engel Ola Kristiansson         | Wayne Arthurs Brent Larkham              | 6–4, 6–4         |
| 1993 | Jan Apell Jonas Björkman             | Mike Briggs Trevor Kronemann             | 7–5, 7–6         |
| 1992 | Grant Stafford Christo van Rensburg  | Michael Mortensen Christian Saceanu      | 6–1, 6–3         |
| 1991 | Mark Keil Byron Talbot               | Jan Gunnarsson Magnus Larsson            | 6–3, 3–6, 6–3    |